# Eumichtis rosea
Eumichtis rosea är en fjärilsart som beskrevs av Rothschild 1920. Eumichtis rosea ingår i släktet Eumichtis och familjen nattflyn. Inga underarter finns listade i Catalogue of Life.